# Aleksandar Ilić (Fußballspieler, 1969)
Aleksandar Ilić (serbisch-kyrillisch Александар Илић; * 26. Juni 1969 in Niš, SFR Jugoslawien) ist ein früher jugoslawischer und heute serbischer ehemaliger Fußballspieler sowie derzeitiger -trainer.

## Karriere

### Spieler
Aus der U19 von Roter Stern Belgrad kommend, ging er zur Saison 1990/91 in den Kader der ersten Mannschaft über. Dort spielte er eine Saison und verbrachte danach bis zum Sommer 1994 seine Zeit beim FK Radnički Niš. Daraufhin folgte seine erste von vielen Stationen im Ausland. Den Start machte der FC Cádiz in Spanien, für den er in der zweiten Liga zum Einsatz kam. Anschließend folgten zwei Spielzeiten beim griechischen Klub Paniliakos FC, ehe er sich dem Benelux-Gebiet zuwandte. Ab der Saison 1997/98 bis zum Sommer 2000 kickte er für den FC Brügge und wurde mit dem Verein in dieser Zeit einmal Meister sowie Superpokalsieger. Auch sammelte er einige Einsätze im UEFA-Cup. Anschließend wechselte er Liga-intern zu RSC Anderlecht, wo er noch zwei weitere Meistertitel mit seiner Mannschaft gewann.
Zwar wechselte er im Wintertransferfenster der Saison 2003/04 nochmal in die Niederlande zu Vitesse Arnheim, kehrte danach jedoch wieder nach Belgien zurück und beendete seine Karriere hier im Anschluss an die Spielrunde 2004/05 beim FC Brüssel.

### Trainer
Nach dem Ende seiner Spielerkarriere kehrte er für seine erste Station zu Paniliakos zurück, für welche er von März 2007 bis zum Ende der Saison 2006/07 an der Seitenlinie stand. Danach wirkte er im Team von Milovan Rajevac erst als Co-Trainer in dessen Stab beim saudi-arabischen Verein al-Ahli und übernahm ab Februar 2011 bis zum Saisonende hier den Posten als Cheftrainer. Bei seinem ehemaligen Klub Radnički Niš arbeitete er dann noch einmal von März 2012 bis Februar 2013, ehe er zu al-Ahli an die Seitenlinie zurückkehrte, dort aber auch nur bis zum Ende der laufenden Spielzeit blieb.
In den Jahren 2016 und 2018 war er jeweils für ein paar Monate für al-Raed als Cheftrainer tätig und arbeitete ab August 2019 beim al-Shorta SC im Irak. Nachdem seine erste Amtszeit hier im Mai 2020 geendet hatte, begann er Anfang Dezember des Jahres eine zweite Laufzeit, welche diesmal bis August 2021 ging. Danach kehrte er wieder nach Saudi-Arabien zurück, wo er ab Januar 2022 bis Mai 2022 als Cheftrainer von al-Qadisiyah agierte. Im Anschluss nahm ihn der libanesische Fußballverband unter Vertrag und betraute ihn mit der Leitung der Nationalmannschaft. Sein erstes Spiel war eine 0:2-Niederlage gegen Kuwait im November 2022. Im Juni 2023 betreute er die Mannschaft beim Intercontinental Cup sowie der Südasienmeisterschaft, die beide in Indien stattfanden. Nach der Teilnahme beim King’s Cup im September 2023 wurde sein Vertrag laut Verband im gegenseitigen Einvernehmen aufgelöst. Unter Ilić erreichte der Libanon eine Bilanz von fünf Siegen, drei Unentschieden und fünf Niederlagen. Als sein Nachfolger wurde Nikola Jurčević präsentiert.
Im Januar 2024 übernahm Ilić den Trainerposten beim saudischen Zweitligisten al-Arabi. Bereits im Mai desselben Jahres erfolgte die Trennung. Im Juli 2024 unterzeichnete Ilić einen Vertrag beim saudischen Erstligaabsteiger Al-Tai.